# Yvonne Kranz-Baltensperger
Pour les articles homonymes, voir Kranz.
Yvonne Kranz-Baltensperger, né en 1973 à Innsbruck, est une arachnologiste et entomologiste suisse.

## Biographie
Yvonne Kranz-Baltensperger est diplômé des universités d'Innsbruck et de Vienne.
Elle développe des activités scientifiques au Musée d'histoire naturelle de Berne. Elle est professeur agrégé à l'Université de Berne.
Elle est spécialisée dans l'étude de l'arachnofaune, notamment des pseudoscorpions et des arachnides de la région d'Indomalaise.

## Taxons nommés en son honneur
- Prethopalpus kranzae Baehr, 2012

## Quelques taxons décrits
- Brignolia ankhu Platnick, Dupérré, Ott & Kranz-Baltensperger, 2011
- Brignolia assam Platnick, Dupérré, Ott & Kranz-Baltensperger, 2011
- Brignolia bengal Platnick, Dupérré, Ott & Kranz-Baltensperger, 2011
- Brignolia cardamom Platnick, Dupérré, Ott & Kranz-Baltensperger, 2011
- Brignolia chumphae Platnick, Dupérré, Ott & Kranz-Baltensperger, 2011
- Brignolia cobre Platnick, Dupérré, Ott & Kranz-Baltensperger, 2011
- Brignolia dasysterna Platnick, Dupérré, Ott & Kranz-Baltensperger, 2011
- Brignolia diablo Platnick, Dupérré, Ott & Kranz-Baltensperger, 2011
- Brignolia elongata Platnick, Dupérré, Ott & Kranz-Baltensperger, 2011
- Brignolia gading Platnick, Dupérré, Ott & Kranz-Baltensperger, 2011
- Brignolia jog Platnick, Dupérré, Ott & Kranz-Baltensperger, 2011
- Brignolia kaikatty Platnick, Dupérré, Ott & Kranz-Baltensperger, 2011
- Brignolia kapit Platnick, Dupérré, Ott & Kranz-Baltensperger, 2011
- Brignolia karnataka Platnick, Dupérré, Ott & Kranz-Baltensperger, 2011
- Brignolia kodaik Platnick, Dupérré, Ott & Kranz-Baltensperger, 2011
- Brignolia kumily Platnick, Dupérré, Ott & Kranz-Baltensperger, 2011
- Brignolia mapha Platnick, Dupérré, Ott & Kranz-Baltensperger, 2011
- Brignolia nilgiri Platnick, Dupérré, Ott & Kranz-Baltensperger, 2011
- Brignolia palawan Platnick, Dupérré, Ott & Kranz-Baltensperger, 2011
- Brignolia ratnapura Platnick, Dupérré, Ott & Kranz-Baltensperger, 2011
- Brignolia rothorum Platnick, Dupérré, Ott & Kranz-Baltensperger, 2011
- Brignolia schwendingeri Platnick, Dupérré, Ott & Kranz-Baltensperger, 2011
- Brignolia sinharaja Platnick, Dupérré, Ott & Kranz-Baltensperger, 2011
- Brignolia sukna Platnick, Dupérré, Ott & Kranz-Baltensperger, 2011
- Brignolia suthep Platnick, Dupérré, Ott & Kranz-Baltensperger, 2011
- Brignolia valparai Platnick, Dupérré, Ott & Kranz-Baltensperger, 2011
- Iraponia Kranz-Baltensperger, Platnick & Dupérré, 2009
- Iraponia scutata Kranz-Baltensperger, Platnick & Dupérré, 2009
- Ischnothyreus balu Kranz-Baltensperger, 2011
- Ischnothyreus barus Kranz-Baltensperger, 2011
- Ischnothyreus danum Kranz-Baltensperger, 2011
- Ischnothyreus deelemanae Kranz-Baltensperger, 2011
- Ischnothyreus elvis Kranz-Baltensperger, 2011
- Ischnothyreus falcifer Kranz-Baltensperger, 2011
- Ischnothyreus flabellifer Kranz-Baltensperger, 2011
- Ischnothyreus flippi Kranz-Baltensperger, 2011
- Ischnothyreus florifer Kranz-Baltensperger, 2011
- Ischnothyreus fobor Kranz-Baltensperger, 2011
- Ischnothyreus hooki Kranz-Baltensperger, 2011
- Ischnothyreus jojo Kranz-Baltensperger, 2011
- Ischnothyreus kalimantan Kranz-Baltensperger, 2011
- Ischnothyreus matang Kranz-Baltensperger, 2011
- Ischnothyreus mulumi Kranz-Baltensperger, 2011
- Ischnothyreus namo Kranz-Baltensperger, 2012
- Ischnothyreus rex Kranz-Baltensperger, 2011
- Ischnothyreus serapi Kranz-Baltensperger, 2011
- Ischnothyreus tekek Kranz-Baltensperger, 2012
- Ischnothyreus tioman Kranz-Baltensperger, 2012
- Pelicinus churchillae Platnick, Dupérré, Ott, Baehr & Kranz-Baltensperger, 2012
- Pelicinus damieu Platnick, Dupérré, Ott, Baehr & Kranz-Baltensperger, 2012
- Pelicinus deelemanae Platnick, Dupérré, Ott, Baehr & Kranz-Baltensperger, 2012
- Pelicinus duong Platnick, Dupérré, Ott, Baehr & Kranz-Baltensperger, 2012
- Pelicinus johor Platnick, Dupérré, Ott, Baehr & Kranz-Baltensperger, 2012
- Pelicinus khao Platnick, Dupérré, Ott, Baehr & Kranz-Baltensperger, 2012
- Pelicinus koghis Platnick, Dupérré, Ott, Baehr & Kranz-Baltensperger, 2012
- Pelicinus lachivala Platnick, Dupérré, Ott, Baehr & Kranz-Baltensperger, 2012
- Pelicinus madurai Platnick, Dupérré, Ott, Baehr & Kranz-Baltensperger, 2012
- Pelicinus monteithi Platnick, Dupérré, Ott, Baehr & Kranz-Baltensperger, 2012
- Pelicinus penang Platnick, Dupérré, Ott, Baehr & Kranz-Baltensperger, 2012
- Pelicinus raveni Platnick, Dupérré, Ott, Baehr & Kranz-Baltensperger, 2012
- Pelicinus sayam Platnick, Dupérré, Ott, Baehr & Kranz-Baltensperger, 2012
- Pelicinus schwendingeri Platnick, Dupérré, Ott, Baehr & Kranz-Baltensperger, 2012
- Pelicinus sengleti Platnick, Dupérré, Ott, Baehr & Kranz-Baltensperger, 2012
- Pelicinus tham Platnick, Dupérré, Ott, Baehr & Kranz-Baltensperger, 2012
- Trilacuna diabolica Kranz-Baltensperger, 2011
- Trilacuna merapi Kranz-Baltensperger & Eichenberger, 2011